# Borsuk–Ulams sætning
I den del af matematikken der kaldes algebraisk topologi siger Borsuk–Ulams sætning, at enhver kontinuert afbildning fra n-kuglen ind i euklidisk n-rum afbilder mindst et par af antipodale punkter i det samme punkt; her kaldes to punkter antipodale, hvis de ligger præcis modsat hinanden i forhold til kuglens centrum).
Tilfældet n = 2 illustreres ofte ved at sige, at der til et hvilket som helst tidspunkt findes et par antipodale punkter på Jordens overflade med samme temperatur og samme tryk, idet det antages, at temperatur og tryk varierer kontinuert.
Sætningen blev først formodet af Stanisław Ulam og i 1933 bevist af Karol Borsuk. Ved hjælp af sætningen er det muligt let at bevise Brouwers fikspunktssætning.

## Korollarer til sætningen
- Ingen delmængde af Rn er homøomorf til Sn.
- Hvis sfæren Sn overdækkes af n + 1 lukkede mængder, vil mindst indeholde en af disse et par (x, −x) af antipodale punkter.
- Skinkesandwichsætningen som siger, at vi for kompakte mængder A1, …, An i Rn kan finde en hyperplan, der deler hver af delmængderne over i to delmængder med samme mål. Navnet skyldes tilfældet n = 3, hvor en af delmængderne repræsenterer en skive ost og de to øvrige repræsenterer brødet.